# Whispers (film 1920)
Whispers è un film muto del 1920 diretto da William P.S. Earle.

## Trama
La relazione di Daphne Morton con Dyke Summers, che è un uomo sposato, provoca un sacco di pettegolezzi nell'ambiente dei due. Lo scandalo scoppia quando la moglie di lui li vede una sera insieme e, il giorno seguente, la notizia corre di bocca in bocca. Daphne, umiliata, dopo un litigio con la zia, decide di andarsene e parte alla volta di Washington, dove vuole trovare suo padre che  non vede da molti anni. Durante il viaggio, conosce Pat Darrick, un giovane reporter al quale è stato assegnato il suo caso. Ignaro che lei sia la ragazza su cui deve scrivere, si innamora di lei. Ma, quando poi la vede insieme al suo presunto amante, resta ferito e deluso. Daphne ritrova finalmente il padre: sia Pat che Summrs l'hanno seguita. Scoprendo che la ragazza è stata falsamente accusata delle voci dei maligni pettegoli, Pat lascia perdere il suo articolo scandalistico, rinunciandovi per amore di Daphne.

## Produzione
Il film fu prodotto dalla Selznick Pictures Corporation. Venne girato alla Pennsylvania Station - 7th Avenue & 32nd Street, a Manhattan e a Washington D.C..
Una delle comparse, Edgar Hudson, in realtà era Edgar Moray, erede di un industriale, proprietario in Svizzera di un setificio.

## Distribuzione
Il copyright del film, richiesto dalla Selznick Pictures Corp., fu registrato il 17 maggio 1920 con il numero LP15180.
Distribuito dalla Select Pictures Corporation, il film - presentato da Lewis J. Selznick - uscì nelle sale cinematografiche USA il 17 maggio 1920.